# Dichaetomyia fumipennis
Dichaetomyia fumipennis är en tvåvingeart som först beskrevs av Stein 1913.  Dichaetomyia fumipennis ingår i släktet Dichaetomyia och familjen husflugor. Inga underarter finns listade i Catalogue of Life.